# Henoch
Henoch (hebrejsky חֲנוֹךְ‎, Chanoch, doslova „Zasvěcený“), kraličtí přepisují jako Enoch, je jedním z lidí a potomků Adamových žijících před potopou. Henoch je mimo jiné pradědečkem Noeho. Hlavní zmínka o Henochovi pochází z biblické knihy Genesis, 5,18-24. V esoterních kruzích je postava Henocha ztotožňována s Hermem Trismegistem či Thovtem.

## Henochův rodokmen
Jeho rodokmen od Adama, dle knihy Genesis, je následující: Adam zplodil Šéta, Šét zplodil Enóše, Enóš Kénana, Kénan Mahalalela, Mahalalel Jereda a Jered Henocha. Henoch pak měl syna Metuzaléma, ten syna Lámecha a Lámech Noeho

## Význam v biblické tradici
Význam Henocha spočívá v tom, že na rozdíl od ostatních jeho předků a potomků se o něm neříká jen standardní výpověď, totiž jak dlouho žil a koho zplodil, ale i to, že „chodil s Bohem“. Navíc se o něm neříká, že by zemřel, ale jen, že „nebylo ho, neboť ho Bůh vzal“. Zajímavá je i skutečnost, že žil relativně krátce, avšak přesně 365 let, což odpovídá dnům slunečního kalendáře, který je s ním v pozdním židovství (3.-1. stol. př. n. l.) spojován.
Těchto málo slov o Henochovi stačilo k tomu, aby z něj židovská tradice učinila jako z Božího oblíbence příjemce různých zjevení. Dochovaly se nám dvě tzv. knihy Henochovy, „Etiopský Henoch“ a „Staroslověnský Henoch“ (či 1. a 2. kniha Henochova). Jedná se o sbírky různých textů připisovaných právě Henochovi a obsahujících různá zjevení a odhalení pravd o dějinách a o běhu světa, astronomické poznatky a další.
Henocha připomíná – avšak pouze jako starozákonní postavu, nikoli ve spojení s apokryfními spisy jemu připisovanými – kniha Sírachovcova (44,16). Henoch zde slouží jako příklad pokání. O Henochovi se zmiňuje na dvou místech dokonce i Nový zákon. Zaprvé jeho jméno najdeme v Listu Židům 11,5, kde se o něm hovoří jako o vzoru víry; zadruhé se objevuje v Listu Judově 1,14; v této pasáži je uvedeno Henochovo proroctví, které se jinde v Bibli nevyskytuje.

## Henoch vjudaismu
Podle židovské tradice byl Henoch jeden z těch, kdo směl převzít a číst Adamovu knihu. Pro svou čistotu směl též vstoupit do zahrady Eden a pobývat v obecenství andělů, kteří mu mimo jiné pomohli porozumět základním zákonitostem stvořeného světa. Pro svou spravedlnost byl též pověřen, aby lidem mimo zahradu Eden vyjevil Boží vůli týkající se správného způsobu života. Podle spisu Hejchalot rabati byl Henoch poté, co byl vzat zrakům pokolení potopy, proměněn v Metatrona, knížete andělů, kteří slouží u Božího trůnu.

## Henoch v mormonismu
Mormonský zakladatel Joseph Smith vydal na počátku svého působení několikastránkovou "Knihu Enoch", kterou údajně přijal skrze zjevení. Vypráví Henochův příběh, který byl kvůli zlovolnosti lidí ztracen z Božího Písma (Bible). Kniha Enoch je dnes součástí Knihy Mojžíš v Drahocenné perle.
Podle mormonismu na Enocha sestoupil Boží duch a poslal jej prorokovat, ačkoliv byl "pomalý v řeči". Varoval ho před budoucí zkázou lidstva a předal mu pečetící moc na nebi i na zemi a "otevřel oči" (tedy sňal z očí závoj, který brání spatřit duchovní realitu). Enoch se tak stal prvním Vidoucím na Zemi.
Enoch také kázal o Ježíši Kristu a jeho příchodu a vykonal mnohá veliká zázračná znamení. Viděl Boha Jehovu plakat. Nakonec byl spolu se svým spravedlivým lidem z města Sion vzat zaživa do nebe.

## Henoch v Islámu

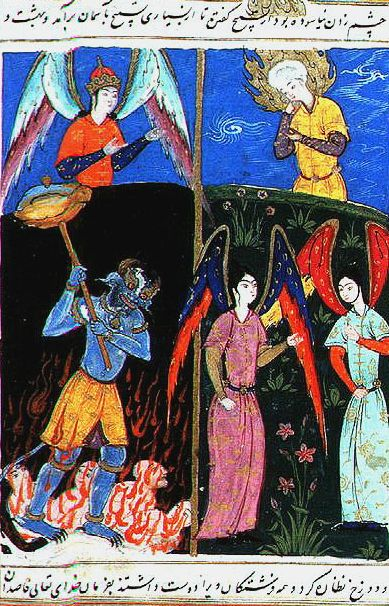
Prorok Idrís (Enoch)

Islám uznává za proroka také Enocha, který byl podle Bible vzat do nebe se svatým městem Sionem. Korán také zmiňuje fakt, že byl Enoch přenesen Bohem.
"A připomeň v Knize též Idríse, jenž byl pravdomluvným a prorokem a jehož jsme na vysoké místo pozvedli." Korán 19:56-57

Podle islámu se Enoch narodil na dnešním území Babylonu. Byl vyučován v náboženství proroka Adama a proroka Seta (Adamova syna) a odešel se svým lidem z Babylona do Egypta. Tam učil o půstu a almužně chudým. Kromě súry 19 je Idrís zmíněn už pouze v súře 21 (verše 85-86).